# Vladimír Procházka
Vladimír Procházka (ur. 9 stycznia 1973 w Bratysławie) – słowacki siatkarz, występujący na pozycji skrzydłowego. Jego atrybuty fizyczne to 194 cm i 92 kg. Do jego osiągnięć reprezentacyjnych można zaliczyć występy w juniorskiej reprezentacji Czechosłowacji na Mistrzostwach Świata Juniorów w roku 1993 w Argentynie, gdzie wraz z drużyną wywalczył brązowy medal. W reprezentacji Słowacji występował w latach 1993–2001, zaliczył łącznie 75 występów, ostatnim był występ przeciwko Holandii przegrany przez Słowaków 2:3. Był uczestnikiem Mistrzostw Europy w 1997 w Holandii i ME 2001 w czeskiej Ostrawie. Pięciokrotnie, czterokrotnie z VKP, a raz z Dubovou mistrz Słowacji. Procházka jest także reprezentantem Słowacji w siatkówkę plażową i pięciokrotnym mistrzem kraju (1994, 1995, 1997, 1998, 2000).

## Kariera klubowa
- do 1996 – VKP Bratysława
- 1996–1997 – Schenk Brno
- 1997–1998 – VKP Bratysława
- 1998–1999 – Petrochema Dubová
- 1999–2000 – GFCO Ajaccio Volleyball
- 2000–2002 – Petrochema Dubová
- 2002–2003 – Danzas Ostrava
- 2003–2004 – „BBTS” Bielsko-Biała[1]
- 2004–2005 – Vavex Příbram

## Sukcesy klubowe

### Mistrzostwo Słowacji
- 4 razy z klubem VKP Bratysława
- 2001 – Petrochema Dubová

### Mistrzostwo Słowacji wsiatkówce plażowej
- 1994
- 1995
- 1997
- 1998
- 2000

## Sukcesy reprezentacyjne
- Mistrzostwa Świata Juniorów w Piłce Siatkowej 1993